# Drymonia lunula
Drymonia lunula är en fjärilsart som beskrevs av Karl Grünberg 1912. Drymonia lunula ingår i släktet Drymonia och familjen tandspinnare. Inga underarter finns listade i Catalogue of Life.